# Hà Huy Khoái
Hà Huy Khoái (sinh ngày 24 tháng 11 năm 1946) là Giáo sư, Tiến sĩ khoa học ngành toán học của Việt Nam, cựu Viện trưởng Viện Toán học Việt Nam, Viện sĩ Viện Hàn lâm Khoa học các nước thế giới thứ ba, Tổng biên tập Tạp chí Pi của Hội Toán học Việt Nam (do Giáo sư Ngô Bảo Châu sáng lập).  Lĩnh vực ông nghiên cứu chủ yếu là Lý thuyết Nevanlinna (p-adic và phức), không gian Hyperbolic, xấp xỉ Diophantine và các L-hàm.

## Tiểu sử
Ông sinh làng Thịnh Xá, xã Sơn Thịnh, huyện Hương Sơn, tỉnh Hà Tĩnh. Năm 1963, ông tốt nghiệp Trường Trung học Phổ thông Huỳnh Thúc Kháng, thành phố Vinh, Nghệ An. Theo ông kể, cha ông khuyên nên theo học ngành toán, vì vào thời đó (1958-1963) vụ Nhân văn-Giai phẩm còn sôi động, để tránh khỏi rơi vào hoàn cảnh tương tự. Năm 1967, ông tốt nghiệp Đại học Tổng hợp Hà Nội chuyên ngành toán học. Ông bảo vệ luận án tiến sĩ năm 1978, dưới sự hướng dẫn của Yuri Ivanovich Manin, với đề tài p-Adic Interpolation and the Mellin-Mazur Transform, và là tiến sĩ khoa học năm 1984 tại Viện Toán học, Viện Hàn lâm Khoa học Liên Xô.
Ông được phong chức danh Phó giáo sư năm 1983 và Giáo sư năm 1991. Từ năm 2001-2007 ông là Viện trưởng Viện Toán học Việt Nam. Năm 2004, ông được bầu là Viện sĩ Viện Hàn lâm Khoa học thế giới thứ ba. Ông còn là Phó chủ tịch Hội Toán học Việt Nam, Ủy viên Hội đồng chức danh giáo sư Nhà nước, Chủ tịch Hội đồng chức danh giáo sư ngành Toán (2009-2018), ủy viên Hội đồng khoa học ngành Toán của Quỹ Nafosted.
Một trong số những học trò có PGS.TS. Tạ Thị Hoài An, nhà toán học nữ trẻ tuổi tại Viện Toán học.

## Gia đình
Vợ ông là Phó giáo sư, Tiến sĩ sử học Đinh Thị Thu Cúc. Trong gia đình ông còn có nhiều người theo nghiệp toán. Đó là Hà Huy Hân giảng viên Học viện Kỹ thuật Quân sự; GS. TSKH Hà Huy Vui; GS. TSKH Hà Huy Bảng làm việc ở Viện Toán học Việt Nam
Các con của ông: con trai Hà Huy Minh từng đoạt huy chương đồng tại kỳ thi Olympic toán học quốc tế dành cho học sinh phổ thông năm 1989, con trai thứ hai Hà Huy Thái là giảng viên Toán-Kinh tế ở Paris (Universite Evry).

## Xuất bản

### Một số công trình khoa học
1. (Cùng với Nguyễn Văn Khuê) Holomorphic mappings on Banach analytic manifolds. Func. Analyz i ego Priloz., T.4, N.4, 1973 (Tại Nga).
2. On p-adic Interpolation. Mat. Zametki, t.26, 1, 1979 (Tại Nga).
3. On p-adic L-functions associated to elliptic curves. Mat. Zametki, t.26, 2, 1979 (Tại Nga).
4. On p-adic meromorphic function. Duke Math. J., Vol. 50, 1983.
5. (Cùng với My Vinh Quang) On p-adic Nevanlinna Theory. Lecture Notes in Math. 1351, 138-152.
6. La hauteur des fonctions holomorphes p-adiques de plusieurs variables. C. R. A. Sc. Paris, 312, 1991, 751-754.
7. La hauteur d'une suite de points dans {\displaystyle C_{p}^{k}} et l'interpolation des fonctions holomorphes de plusieurs variables. C. R. A. Sc. Paris, 312, 1991, 903-905.
8. Sur les series L associées aux formes modulaires. Bull. Soc. math. France, t. 120, 1992, 1-13.
9. (Cùng với Nguyễn Văn Khuê) Finite codimensional subalgebras of Stein algebras and semiglobally Stein algebras. Trans. Amer, Math. Soc. 1992, 503-509
10. (Cùng với Mai Van Tu) p-adic Nevanlinna-Cartan Theorem, Internat. J. Math, Vol.6, N.5, 1995, 710-731.
11. Hyperbolic surfaces in {\displaystyle P^{3}(\mathbb {C} )}, Proc. Amer. Math. Soc., Vol. 125, 1997, pp. 3527–3532.
12. (Cùng với Tạ Thị Hoài An) On uniqueness Polynomials and bi-URS for p-adic Meromorphic Functions. J. Number Theory, 87, 211-221 (2001).
13. (Cùng với Vũ Hoài An) Value Distribution for p-adic hypersurfaces, Taiwanese J. Math., 7 (2003), no.1, 51-67 (with Vu Hoai An).
14. (Cùng với Yang Chung-Chun) On the functional equation P(f) = Q(g), Adv. Complex Anal. Appl., 3, Kluwer Acad. Publ., Boston, MA, 2004, 201-207.
15. Some remarks on the genericity of unique range sets for meromorphic functions, Sci. China Ser. A, 48(2005), 262-267.
16. p-Adic Fatou-Bieberbach mappings, Inter. J. Math, 16 (2005), No.3.
17. Unique range sets and decomposition of meromorphic functions, trong Jean-Paul Brasselet, José Luis Cisneros-Molina, David Massey, José Seade and Bernard Teissier, Singularities I: Algebraic and Analytic Aspects, Contemporary Math., 475 (2008), 95-105.
18. (Cùng với Vũ Hoài An) Value distribution problem for p-adic meromorphic functions and their derivatives, Ann. Fac. Sci.Toulouse., XX (2011), 135-149 (with Vu Hoai An).
19. (Cùng với Vũ Hoài An và Le Quang Ninh) Uniqueness Theorems for Holomorphic Curves with Hypersurfaces of Fermat–Waring Type, Complex Analysis and Operator Theory, 8 (2014): 1747–1759
20. (Cùng với Vũ Hoài An và Phạm Ngọc Hoa) On functional equations for meromorphic functions and applications, Archiv der Mathematik, 109 (2017): 539–549

### Báo khác
- On Contemporary Mathematics in Vietnam, trong Seki, Founder of Modern Mathematics in Japan, 375-383
- Le Van Thiem—the Founder of Contemporary Mathematics in Vietnam, Acta Mathematica Vietnamica, 45 (2020): 3-10

## Các hoạt động xã hội khác
Ngoài các công trình về toán học, Hà Huy Khoái viết nhiều bài về khoa học, giáo dục, văn hoá, chủ yếu đăng trên tạp chí Tia sáng. Ông còn thường xuyên tham gia ôn luyện cho đội tuyển thi Olympic toán học quốc tế dành cho học sinh phổ thông của Việt Nam.
Đến nay, tuy ông đã không tham gia quản lý song ông vẫn rất tâm huyết với toán học Việt nam.